# Iberochondrostoma
Iberochondrostoma — рід прісноводних риб родини ялецеві (Leuciscidae), поширених на Піренейському (Іберійському) півострові.
Рід включає такі види:
- Iberochondrostoma almacai  (Coelho, Mesquita & Collares-Pereira, 2005)
- Iberochondrostoma lemmingii  (Steindachner, 1866); Плітка пардильська
- Iberochondrostoma lusitanicum  (Collares-Pereira, 1980): Підуст португальський
- Iberochondrostoma olisiponense  (Gante, Santos & Alves, 2007)
- Iberochondrostoma oretanum  (Doadrio & Carmona, 2003)

Рід був створений 2007 року. Раніше ці риби зараховувались до роду підуст (Chondrostoma).